# Blimey!
Blimey! (Eindhoven, 9 augustus 1964) is de artiestennaam van multi-instrumentalist en auteur Martien van Bergen. Hij is een van de Nederlandse vertegenwoordigers van de lo-fi-muziek. Van Bergen heeft als Blimey! opgetreden op verschillende festivals waaronder Noorderslag en heeft naast Nederland ook in België, Frankrijk, Luxemburg, Scandinavië, het Verenigd Koninkrijk en Zwitserland op het podium gestaan. Tijdens live-uitvoeringen werd hij tot na When she's in your head (2004) ondersteund door René Cornelissen en Geert Leenders waarmee Van Bergen eerder in Tupelo Honey speelde, Niels Duffhues (The Gathering) en Chantal Acda. Als auteur is hij actief onder de naam M. van Bergen.

## Muziek
In de eerste helft van de jaren negentig was Van Bergen voorman van Tupelo Honey, een rockband die opviel met de single My mind (1993) en met een platencontract bij het Engelse label Silvertone Records. De band was geen lang leven beschoren en Van Bergen ging solo onder de naam Blimey!. Zijn met 4- en 8-sporenrecorder opgenomen debuutalbum Contradictory nature and the struggle within kwam uit in 1998. In België en Frankrijk verscheen naast het debuut ook de ep Mike and Johnny. Optredens volgden in het clubcircuit en op festivals als Lowlands, Noorderslag en Crossing Border. Ook over de landsgrenzen was er interesse; er werd Europees getoerd en licentiedeals zorgen ervoor dat Blimey! ook in Canadese platenbakken belandde. Tussen 2000 en 2008 zagen diverse cd's het daglicht. Enkele buitenlandse bands coverden liedjes van Blimey! en ook in de film- en documentairewereld werd de muziek gebruikt. 
Opvallend is dat na 2004 de songs soberder zijn dan voorheen, maar het onmiskenbare Blimey!-geluid bleef. Ook tekstueel veranderde er weinig. Van Bergen is melancholisch en psychologisch, ofschoon op iedere cd ten minste 1 track voorbij komt die alle ernst relativeert (Can't do without it, Grease lightning gigolo, So great (she's coming), Dance Emma dance). Ook live wordt dit effect toegepast, met behulp van (tragi)komische filmpjes van regisseur Maureen Prins. Toch leek van Bergen niet gelukkig met zijn band, gezien de vele personele wisselingen. Een half jaar na het verschijnen van When she's in your head kondigde hij een definitieve breuk aan en richtte zich op het duo The Pet Project. De in eigen beheer uitgebrachte elpee kreeg onder andere aandacht in de Volkskrant. Van Bergen leek zich ook steeds meer toe gaan te leggen op projectmatig werk, zoals compositie-opdrachten en het mixen of produceren van andermans muziek.
Na 4 jaar stilte rondom Blimey! kwam in 2008 het album Are you with me? uit. Het album werd op 24 april 2008 gepresenteerd in Plaza Futura te Eindhoven. Op het podium was van Bergen echter niet meer te aanschouwen. Het album maakte deel uit van een multimediaal concept waar ook de voorstelling Telescope Dancer onderdeel van is, een fictiefilm met daarin liedjes van de cd. Officieel heet Blimey! nu een "cinematografisch popduo" te zijn bestaande uit Van Bergen en Maureen Prins.

## Discografie

### Albums
- Contradictory nature and the struggle within (1998)
- Less summer than some (2002)
- When she's in your head (2004)
- Are you with me? (2008)

### Ep's
- Mike and Johnny (1998)
- Emily or the other girls

### Verzamel-cd's
- Opscene # 4 (1998, Papieren tijger)
- Bijna boven 4 (1998, Brabant pop)
- Overstuurd.doc ( 1998, Overstuurd)
- Nieuw Nederlands Peil (1999, Conamus, Pias)
- Hometaping is illegal (2001, LVR, Konkurrent)
- But you don't really care for music do you? (2003, LVR, Konkurrent)
- Playing the indie game (2004, Suiteside)
- More than a woman (2004, my first sonny weismuller recordings, Konkurrent)
- Songs for the silver surfer (2004, my first sonny weismuller recordings, Konkurrent)
- Rebound 4 (2005, Zesde Kolonne)

### Cd-rom
- New veins (2000, Ideas in action)

## Filmografie

### Videoclips
- Almost doesn't count (1998 Maureen Prins)
- Under the clouds (1998 Maureen Prins)
- Mum's the word (1998 Maureen Prins)
- Lo-fi debris (2002 Maureen Prins)
- Fantastic (2002 Maureen Prins)
- Naked Susan (2002 Maureen Prins)
- How words turn to kisses (2002 Maureen Prins)
- Ageing Postcard (2002 Maureen Prins/E. van Waalwijk)

### Dvd
- Telescope Dancer (2008, Cosy Mo)